# Omaka
Omaka je v kulinariki gostljata jed iz različnih živil, ki se uporablja za dopolnitev glavnih jedi. Lahko se doda že med pripravo jedi ali pri serviranju. Glavni namen omak je dopolniti oz. dodati glavni jedi okus, vlago ali vizualni izgled, kot take so omake pomemben del vsake priprave hrane.

## Priprava omak
Nekatere omake je treba skuhati (npr. bešamelna omaka, hrenova omaka, paradižnikova omaka, smetanova omaka, vinska omaka), druge pa se lahko naredijo ali pa kupijo že vnaprej pripravljene (npr. sojina omaka, worcesterska omaka, tatarska omaka, omaka iz ostrig) zato slednje uvrščamo bolj med dodatke jedem (kot so tudi gorčica, majoneza, kečap, tabasko).

## Solatni prelivi
Omake za solate se imenujejo solatni prelivi. Tudi ti se lahko naredijo ali pa kupijo že pripravljeni.